# Spirit of Tasmania II
Die Spirit of Tasmania II ist ein RoPax-Fährschiff der australischen Reederei TT-Line Company, das seit dem 1. September 2002 auf der Route zwischen Devonport und Melbourne eingesetzt wird.

## Geschichte
Das Schiff wurde 1998 von Kvaerner Masa Yards in Turku, Finnland, für das griechische Fährunternehmen Superfast Ferries gebaut. In der Zeit von 1998 bis 2002 verkehrte es unter dem Namen Superfast III im Liniendienst zwischen Patras und Ancona im Mittelmeer. Im März 2002 erfolgte der Verkauf des Schiffes an die australische TT-Line Company. Zwei Monate später wurde eine Generalüberholung durch die Neorion-Werft auf der griechischen Insel Syros durchgeführt, anschließend erfolgte die Umbenennung in Spirit of Tasmania II. Im Juli 2002 war das Schiff auf Überführungsfahrt nach Australien und kam am 29. Juli in Hobart, der Hauptstadt des australischen Bundesstaates Tasmanien an.
Seit dem 1. September 2002 verkehrt die Spirit of Tasmania II fahrplanmäßig abwechselnd mit dem baugleichen Schwesterschiff, der Spirit of Tasmania I auf der Linie Devonport–Melbourne zwischen der australischen Insel Tasmanien und dem australischen Festland. Die Abfahrtzeit ist täglich um 19:30 Uhr, während der australischen Sommermonate finden am Wochenende auch Vormittags-Abfahrten statt. Die Überfahrt dauert durchschnittlich zehneinhalb Stunden.

## Ausstattung
Die Spirit of Tasmania II ist für bis zu 1400 Passagiere zugelassen und verfügt über elf Decks. Auf den Decks eins bis sechs befinden sich die Fahrzeug-Parkbereiche, wo bis zu 500 Autos Platz finden. Auf Deck sieben befindet sich ein großes Restaurant und  eine Bar. Neben einem Kiosk und zwei Kinos sind weitere Unterhaltungsmöglichkeiten an Bord vorhanden. Auf den Decks sieben bis acht befinden sich die Passagierkabinen. Das Schiff ist mit insgesamt 222 Kabinen ausgestattet, die Platz für bis zu 750 Passagiere bieten. Neben den 59 Standard-Doppelkabinen gibt es acht Luxus-Doppelkabinen sowie 72 Mehrbett-Außenkabinen und 81 Mehrbett-Innenkabinen. Die Mehrbett-Kabinen verfügen über jeweils vier Betten. Für Rollstuhlfahrer sind zwei geeignete Doppelkabinen vorhanden. Am Heck des Schiffes auf Deck 8 befindet sich die Recliner Lounge, ein separater Bereich mit 121 Liegesesseln, die bei Buchung kostenfrei reserviert werden können.

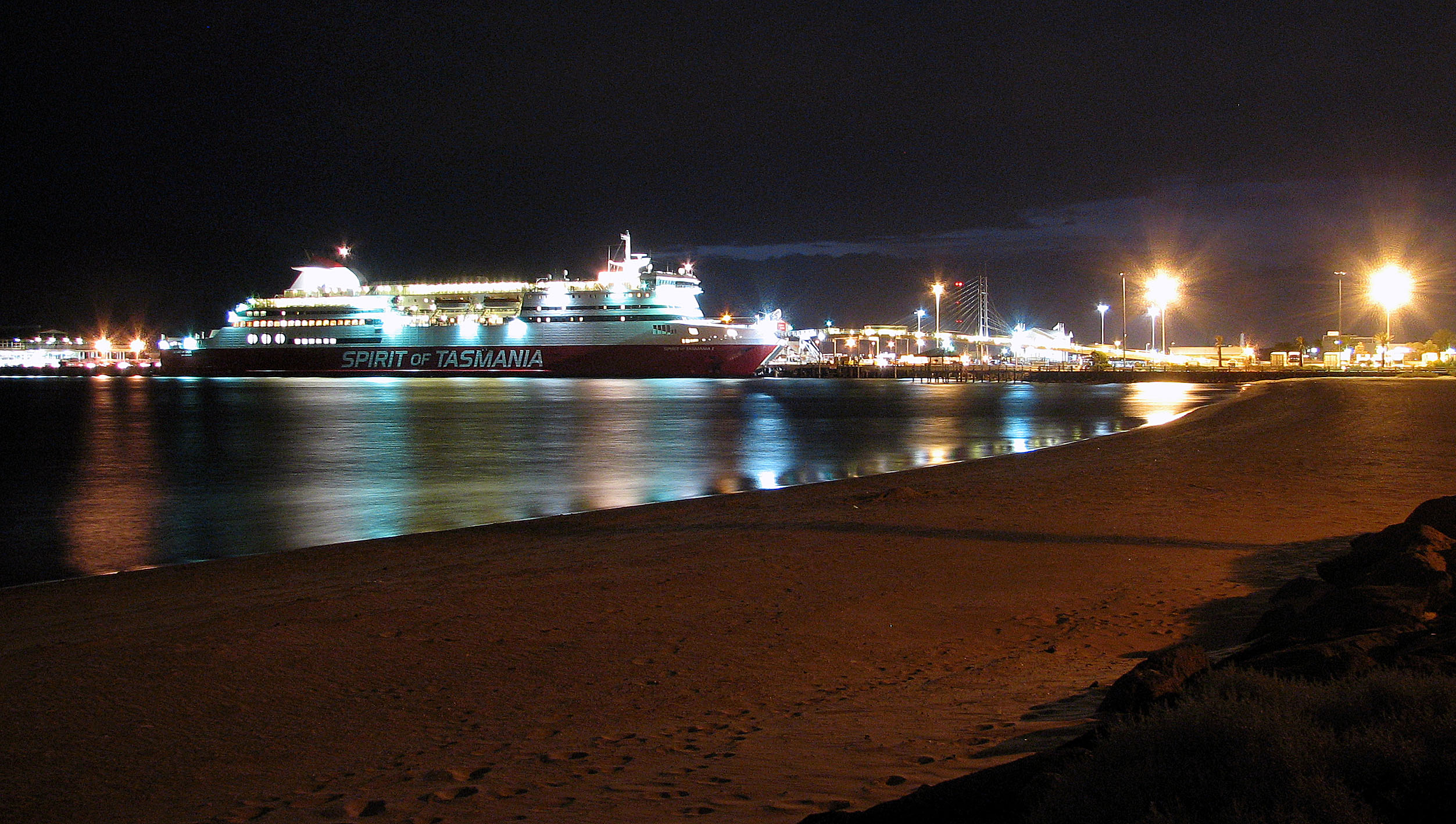
Spirit of Tasmania II in Melbourne am 27. September 2007
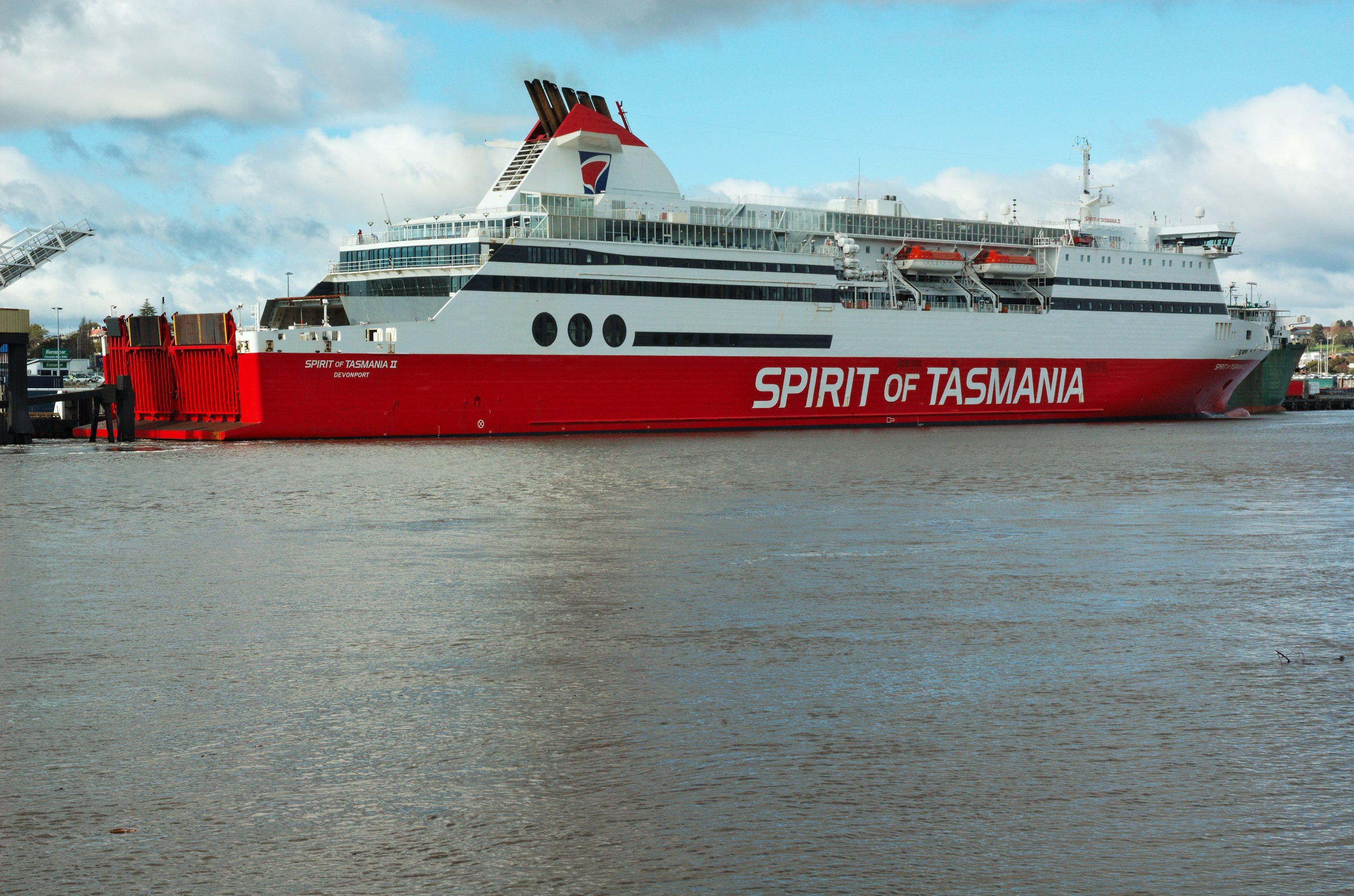
Spirit of Tasmania II in Devonport am 11. August 2007
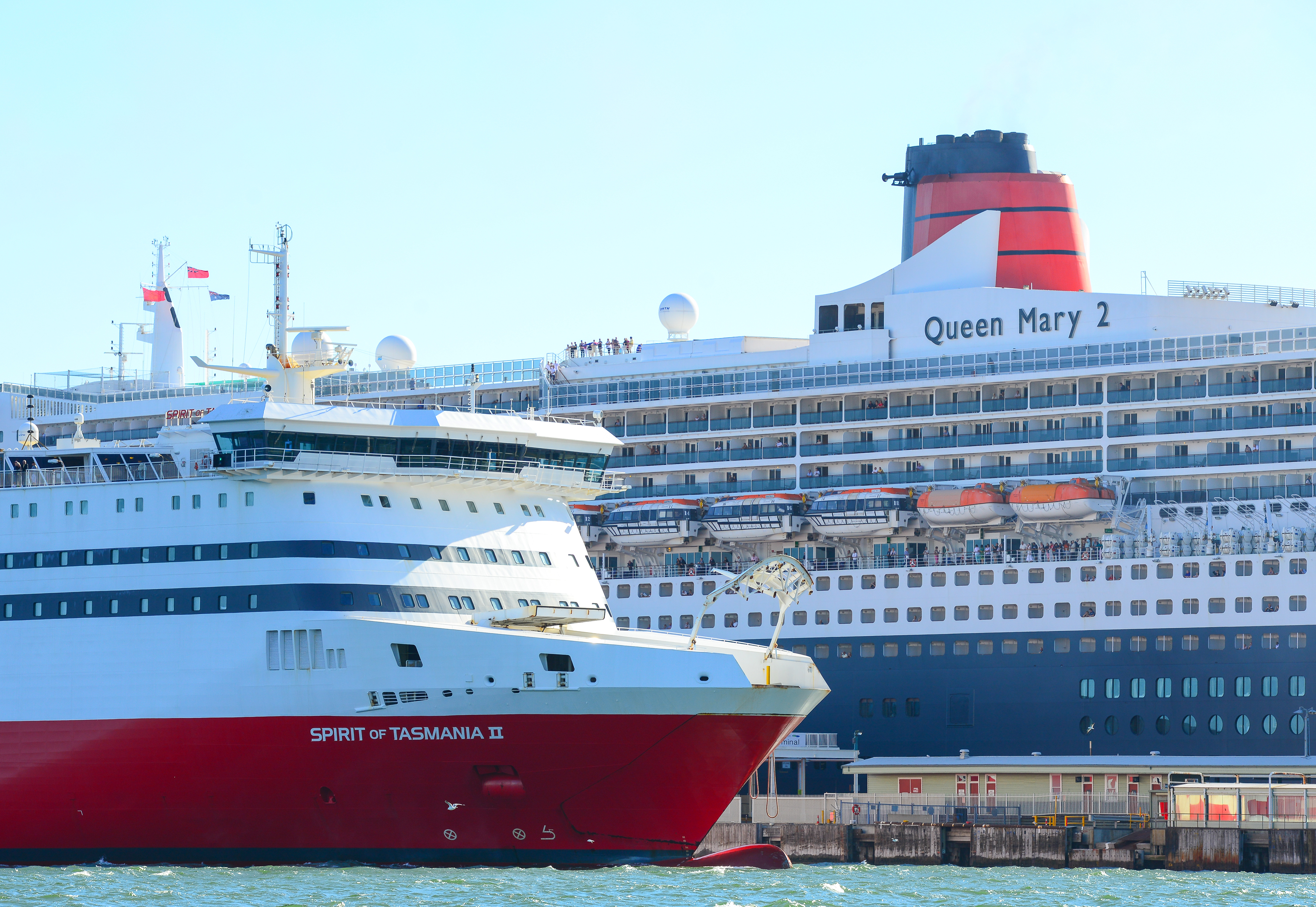
Spirit of Tasmania II in Melbourne mit der Queen Mary 2 im Hintergrund

## Zwischenfall
Auf dem Weg von Patras nach Ancona brach am 1. November 1999 ein Feuer in einem Gefrieranhänger auf dem Fahrzeugdeck aus. Der Brand konnte mit Hilfe des automatischen Löschsystems und durch die Besatzung gelöscht werden. Alle 307 Passagiere und 106 Besatzungsmitglieder wurden evakuiert und von nahe gelegenen Schiffen aufgenommen. Das Schiff kam am Tag nach der Katastrophe in Patras an. In einem Lastwagen wurden 14 Leichen gefunden. Diese Toten wurden später als Flüchtlinge aus Kurdistan identifiziert. Nach Abschluss der Ermittlungen fuhr die Superfast III am 3. Dezember zu Reparaturen zur Werft Blohm + Voss nach Hamburg.